# Kinston (Carolina del Norte)
Kinston es una ciudad ubicada en el condado de Lenoir en el estado estadounidense de Carolina del Norte. Es sede del condado de Lenoir. La localidad en el año 2000, tenía una población de 23.688 habitantes en una superficie de 16,9 km², con una densidad poblacional de 1415,9 personas por km².

## Geografía
Kinston se encuentra ubicada en las coordenadas 36°24′01″N 78°09′25″O / 36.40028, -78.15694. Según la Oficina del Censo, la localidad tiene un área total de 16,9 km² (6,5 mi²), de la cual 16,7 km² (6,4 mi²) es tierra y 0,2 km² (0,1 mi²) (0.0%) es agua.

### Localidades adyacentes
El siguiente diagrama muestra a las localidades en un radio de 24 kilómetros (14,9 mi) de Kinston.

## Demografía
En el 2000 la renta per cápita promedia del hogar era de $26.630, y el ingreso promedio para una familia era de $35.867. El ingreso per cápita para la localidad era de $17.779. En 2000 los hombres tenían un ingreso per cápita de $28.688 contra $21.442 para las mujeres. Alrededor del 23.0% de la población estaba bajo el umbral de pobreza nacional.